# Rosema brunnescens
Rosema brunnescens är en fjärilsart som beskrevs av Paul Dognin 1923. Rosema brunnescens ingår i släktet Rosema och familjen tandspinnare. Inga underarter finns listade.